# Marc Augé

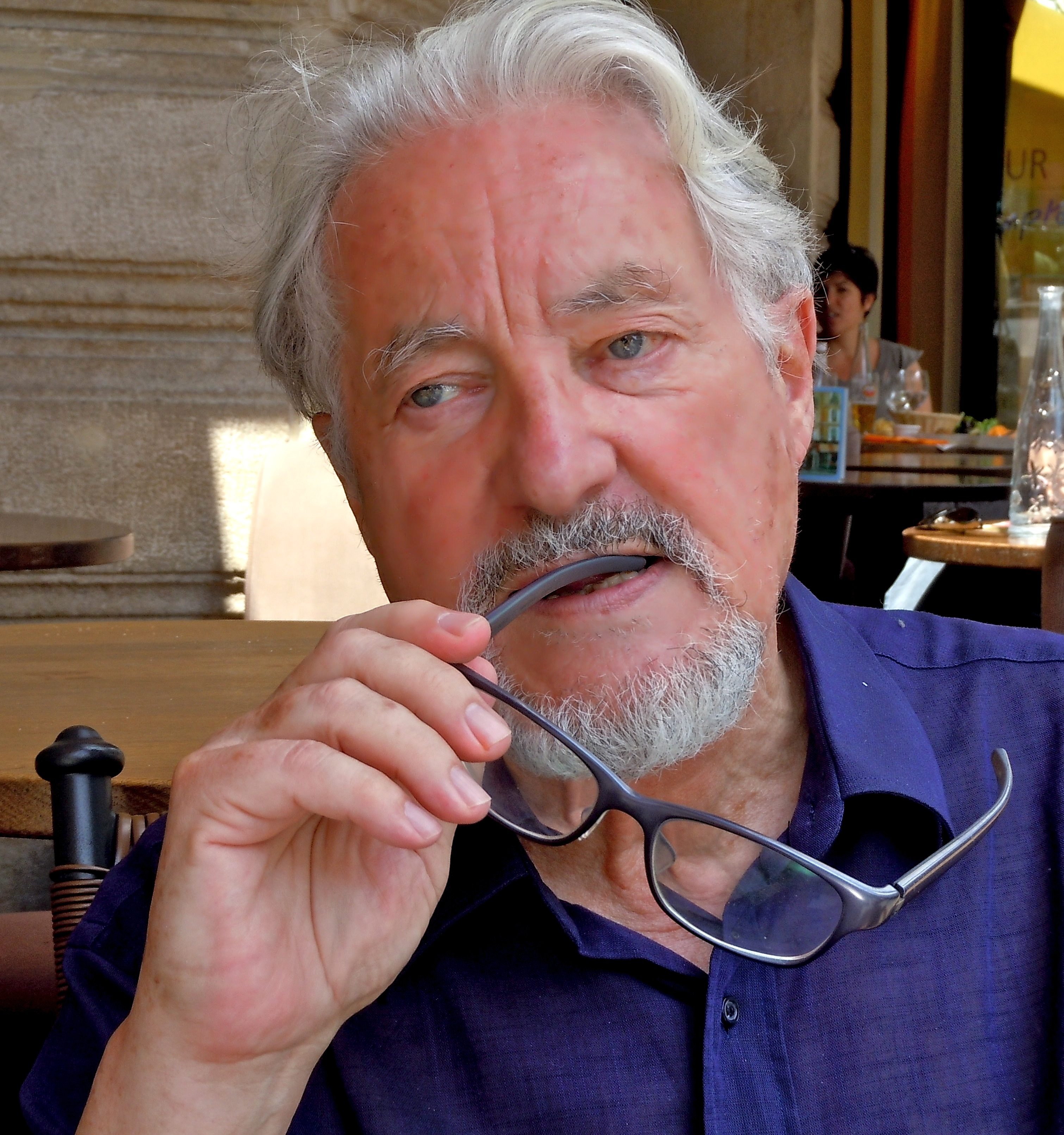
Marc Augé

Marc Augé (ur. 2 września 1935 w Poitiers, zm. 24 lipca 2023) – francuski etnolog i antropolog kulturowy.

## Życie i działalność
Przedmiotem badań Marca Augé była z początku kultura ludów Wybrzeża Kości Słoniowej. Z czasem w jego centrum zainteresowań znalazła się problematyka podstaw metodologicznych w badaniach etnologicznych. Od lat 80. poświęcił się antropologii współczesnego miasta. W latach 1985–1995 kierował prestiżową instytucją naukową École des hautes études en sciences sociales.

## Koncepcje i publikacje
Augé pracował nad szukaniem nowych obszarów tematycznych dla antropologii kulturowej i jednocześnie poddawał krytyce współczesną amerykańską antropologię postmodernistyczną, która według niego prowadzi do nadmiernej relatywizacji i odrzucenia teorii. W swych pracach wskazywał na korzyści płynące z integracji badań etnologicznych z historiograficznymi.

### Nie-miejsca
Augé najlepiej jest znany z koncepcji nie-miejsc (franc. non-lieux), które stanowią opozycyjny biegun tak zwanych miejsc antropologicznych, historycznie zdefiniowanych, określonych w danym miejscu i czasie. Choć nie-miejsca nigdy nie będą całkowite, to one definiują współczesność, podczas gdy dawne miejsca antropologiczne, choć nie ulegają wymazaniu, są wykluczane z nowych „krajobrazów” i stają się ledwie „miejscami pamięci”. Nie-miejsca powstają w czasach supernowoczesności w wyniku krzyżowania się ze sobą ludzi i informacji z odległych od siebie miejsc i środowisk. Augé ma tu na myśli nie tyle nie-miejsca same w sobie, co i relacje osób przebywających w takich miejscach – relacje zarówno w stosunku do siebie nawzajem, jak i w stosunku do tych miejsc. Nie-miejsca istnieją poza tradycyjnie rozumianym czasem i przestrzenią, są „wszędzie takie same” i pozbawione swoistego, lokalnego kolorytu. W nie-miejscach zniwelowaniu ulega różnica pomiędzy tym co bliskie i dalekie a także pomiędzy tym co indywidualne i zbiorowe. Osoby przebywające w nie-miejscu znajdują się wszędzie i nigdzie zarazem. Przykładem takich nie-miejsc są supermarkety, lotniska, wielkie hotele, autostrady.

## Wybrane prace
- 1969 – Le rivage alladin (Orstom).
- 1975 – Théorie du pouvoir et idéologie (Hermann).
- 1977 – Pouvoirs de vie, pouvoirs de mort (Flammarion)
- 1979 – Symbole, fonction, histoire: les interrogations de l'anthropologie (Paryż: Hachette, 216 str.)
- 1982 – Génie du paganisme (Gallimard; przekład polski: Duch pogaństwa, przeł. K. Wakar, Warszawa 2010)
- 1985 – La Traversée du Luxemburg (Paryż: Hachette)
- 1986 – Un ethnologue dans le métro (Paryż: Hachette)
- 1988 – Le Dieu objet (Flammarion).
- 1989 – Domaines et châteaux (Le Seuil).
- 1990 – Nkpiti: la rancune et le prohète (razem z J. P. Colleyem; École des Hautes Études en Sciences Sociales).
- 1992 – Non-lieux (Le Seuil).
- 1994 – Le Sens des autres (Fayard).
- 1994 – Pour une anthroplogie des mondes contemporains (Paryż: Aubier).
- 1997 – La guerre des rêves. Exercices d'ethno-fiction (Le Seuil).
- 1998 – Les Formes de l'oubli, Éditions Payot et Rivages (Manuels Payot).
- 2000 – Fictions fin de siècle (Fayard)
- 2002 – Journal de guerre (Galilée)
- 2003 – Le Temps en ruines (Galilée)
- 2003 – Pour quoi vivons-nous ? (Fayard)

### Przekłady niemieckie
- 1988 – Ein Ethnologe in der Metro (Frankfurt nad Menem)
- 1994 – Orte und Nicht-Orte. Vorüberlegungen zu einer Ethnologie der Einsamkeit (Frankfurt nad Menem)
- 1995 – Der Geist des Heidentums (Monachium)

## Tłumaczenia prac na język polski
publikacje zwarte:
- Duch pogaństwa, przeł. Krzysztof Wakar, Oficyna Wydawnicza Volumen, Warszawa 2010, seria Czarna, ISBN 978-83-7233-027-7 (Génie du paganisme 1982)
- Nie-miejsca. Wprowadzenie do antropologii hipernowoczesności, przeł. Roman Chymkowski, Warszawa 2010, Wydawnictwo Naukowe PWN, seria Pogranicza, ISBN 978-83-01-16148-4 (Non-lieux 1992)
- Formy zapomnienia, Kraków 2009, Towarzystwo Autorów i Wydawców Prac Naukowych UNIVERSITAS, s. 92, ISBN 978-83-242-0902-6 (Formes de l'oubli 2001)

pozostałe:
- Przyszłość kultury, tł. Adam Pomieciński [w:] Adam Pomieciński (red.), Agnieszka Chwieduk (red.) Francuska antropologia kulturowa wobec problemów współczesnego świata, Warszawa 2008, Wydawnictwo Naukowe PWN, s. 218, ISBN 978-83-01-15498-1
- Nie-Miejsca. Wprowadzenie do antropologii nadnowoczesności (fragmenty), przeł. Adam Dziadek, Teksty Drugie 4/2008, ss. 127-140.